# CKV Fiks
Christelijke Korfbalvereniging Fiks is een Nederlandse korfbalvereniging uit Oegstgeest.

## Geschiedenis
De club is opricht op 19 februari 1927 door Piet en Jan Boekkooi in samenwerking met Henk Lubach, Piet van der Steen, Wim Vletter, Jan Gunst, Bart en Eb Bakels. In eerste instantie hadden ze gekozen voor de naam Oegstgeester Korfbalvereniging, maar dit is na de ledenvergadering van 3 mei 1927 veranderd in Fiks.
De club trad toe tot de Christelijke Korfbal Bond (CKB) en vanaf 1929 speelde Fiks in de 1e Klasse van de competitie.

## Erelijst
- Nederlands kampioen veldkorfbal (CKB), 2x (1933, 1938)

## Accommodatie
De veldwedstrijden worden gespeeld op de Van Houdringelaan in Oegstgeest en de zaalwedstrijden worden afgewerkt in Sporthal De Cuyl.